# Passiflora guazumaefolia
Passiflora guazumaefolia Juss. – gatunek rośliny z rodziny męczennicowatych (Passifloraceae Juss. ex Kunth in Humb.). Występuje naturalnie w Kolumbii oraz Wenezueli.

## Morfologia
PokrójZdrewniałe, trwałe, nagie liany.
LiściePodłużnie lancetowate, rozwarte lub ścięte u podstawy. Mają 7–12 cm długości oraz 3–4 cm szerokości. Całobrzegie lub drobno ząbkowane, ze spiczastym wierzchołkiem. Ogonek liściowy jest nagi i ma długość 10–30 mm. Przylistki są liniowe, mają 5–6 mm długości.
KwiatyPojedyncze. Działki kielicha są podłużne, białawe, mają 2,5–3 cm długości. Płatki są liniowo lancetowate, białe, mają 2–2,5 cm długości. Przykoronek ułożony jest w dwóch rzędach, biały, ma 10–20 mm długości.
OwoceSą kulistego kształtu. Mają 4 cm średnicy.

## Biologia i ekologia
Występuje na nizinach w lasach i na brzegach rzek.